# 1461 Trabzon
1461 Trabzon (voorheen Trabzon Karadenizspor en nog eerder Değirmenderespor) is een voetbalclub uit Trabzon, Turkije. De clubkleuren zijn bordeauxrood, blauw en wit. De thuisbasis is het Ahmet Suat Özyazıcı stadion, dat plaats biedt aan 1.151 toeschouwers.

## Geschiedenis
De club werd opgericht in 1998 onder de naam Değirmenderespor. Deze club speelde tot 2004 in amateurcompetities in Turkije. In 2005 promoveerde de club voor het eerst sinds haar ontstaan naar een nationale competitie. Na twee jaar 3. Lig promoveerde de club in het seizoen 2006-2007 naar de 2. Lig. Op 28 juli 2008 besloot de club om de naam Değirmenderespor te veranderen in Trabzon Karadenizspor. Een jaar later, op 14 januari 2009, ging de club opnieuw voor een naamswijziging. Deze keer werd de naam veranderd in 1461 Trabzon, verwijzend naar 'de verovering van Trabzon' door Mehmet II (Mehmet de Veroveraar) in 1461.
In juli 2011 kwam Mustafa Reşit Akçay, geboren in Trabzon, voor de groep als trainer. In het seizoen 2011-2012 werd de club kampioen in de 2. Lig en promoveerde dus naar de 1. Lig. Op 11 december 2012 versloeg zij in de voorronden van de Turkse beker de voormalige Turkse kampioen Galatasaray met 1-2. Hierdoor werd Galatasaray door de tweedeklasser uitgeschakeld. Zo ging de club door naar de vijfde ronde in de beker. In het seizoen 2012-2013 eindigde de club als derde in de competitie, maar kozen zij ervoor om niet mee te doen aan de play-offs omdat zij gelieerd waren aan Trabzonspor. Ze weigerden afstand te doen van hun aandelen en kozen er bewust voor om als reserveteam/opleidingsteam van Trabzonspor te blijven. De goede prestaties van Akçay bleven niet onopgemerkt, hij mocht medio 2013 het grote Trabzonspor leiden.
Zonder Akçay degradeerde de club in jaargang 2013-2014 naar de 2. Lig. Vanaf het seizoen 2015-2016 speelde de club weer in de op een na hoogste divisie van Turkije, doordat ze in het seizoen 2014-2015 de play-offs won. In het seizoen 2015/16 is 1461 Trabzon andermaal gedegradeerd naar de 2. Lig. Aan het einde van het seizoen 2016-17 degradeerde de club naar de Spor Toto 3. Lig. Degradatie naar de Bölgesel Amatör Lig (BAL) was na het seizoen 2018-19 ook een feit. Begin van het seizoen 2021-22 trok de club zich terug uit de BAL.

## Bekende (oud-)spelers
- Eren Albayrak
- Yusuf Erdoğan
- Barış Memiş
- Alim Öztürk